# زیون (ایلینوی)
زیون، ایلینوی (به انگلیسی: Zion, Illinois) یک شهر در ایالات متحده آمریکا با جمعیت ۲۲۴٬۴۱۳ نفر است که در ایلی‌نوی واقع شده‌است.

## موقعیت جغرافیایی
موقعیت جغرافیایی شهرها و مناطق اطراف به شرح زیر است: